# Vlnovec pětimužný
Vlnovec pětimužný (Ceiba pentandra) je až 70 m vysoký tropický strom z čeledi slézovitých původem ze Střední Ameriky.

## Popis
Silný kmen se rozvětvuje teprve ve značné výši v korunu, jejíž větve jsou zcela vodorovně rozložené. Bývají sestaveny přeslenovitě a nesou dlouze řapíkaté listy složené ze 7–9 kopinatých, celokrajných, dlanitě se rozbíhajících lístků.
Úhledné, sýrem páchnoucí květy, vyrůstající na dlouhých stopkách jednotlivě nebo po několika z úžlabí listů a po stranách větví. Mají zvonkovitý, tupě pětilaločný kalich, pětiplátečnou, bílou korunu, 5 tyčinek naspodu nitkami spolu srostlých, ostatně z koruny daleko vyniklých, se zkroucenými prašníky, a svrchní semeník s jednoduchou čnělkou.
Plody jsou válcovité, přes 1 dm dlouhé, malým okurkám podobné tobolky obsahující značný počet semen velikosti hrachu. Vnitřní stěny a přehrádky tobolek jsou pokryty špinavě bílou, hedvábitě lesklou vlnou. Když tobolky dozrají, rozpuknou se v 5 chlopní a vlna, která byla dosud mezi stěnami tobolky a semeny stlačena, se pružně uvolní.

## Využití
Z plodů se získává duté vlákno kapok (z malajského: kapuk). Vlákna dosahují délky 10–40 mm. Při hustotě jen 0,35 g/cm³ (říká se jim také „rostlinné peří“ nebo „rostlinné hedvábí“). Mladé listy, květy a plody jsou jedlé. Povařené se podávají s omáčkou. Listy jsou také krmivem pro kozy, ovce a skot. Také olejnatá semena jsou zkrmována. Semena lze smažit nebo mlít na mouku, jsou však považována za těžce stravitelná. Vlnovec pětimužný je široce používán v tradiční medicíně v Karibiku, Africe, Jižní Americe, Indii, na Srí Lance a v jihovýchodní Asii.

## Symbolika
Symbol tohoto stromu je zobrazen na státním znaku a vlajce Rovníkové Guineje. Dle pověsti uzavřel král Bonkoro roku 1843 pod takovým stromem smlouvu se Španěly.

Státní znak Rovníkové Guiney
Vlajka Rovníkové Guiney Poměr stran: 2:3